# 1962-es labdarúgó-világbajnokság-selejtező (UEFA – 5. csoport)
Az 1962-es labdarúgó-világbajnokság európai 5. selejtezőcsoportjának mérkőzéseit, és a csoport végeredményét tartalmazó lapja. A csoportban körmérkőzéses, oda-visszavágós rendszerben játszottak egymással a labdarúgó-válogatottak. A selejtezőket 1961. június 1. és 1961. november 12. között rendezték. A csoport győztese automatikus résztvevője lett az 1962-es labdarúgó-világbajnokságnak.
A csoportban Norvégia, a Szovjetunió és Törökország szerepelt. 
A Szovjetunió jutott ki az 1962-es világbajnokságra.

## Tabella
| Hely. | Csapat      | M | Gy | D | V | G+ | G– | Gk | P | Továbbjutás                          |     | Szovjetunió | Törökország | Norvégia |
| ----- | ----------- | - | -- | - | - | -- | -- | -- | - | ------------------------------------ | --- | ----------- | ----------- | -------- |
| 1.    | Szovjetunió | 4 | 4  | 0 | 0 | 11 | 3  | +8 | 8 | Kijutott az 1962-es világbajnokságra |     | —           | 1–0         | 5–2      |
| 2.    | Törökország | 4 | 2  | 0 | 2 | 4  | 4  | 0  | 4 |                                      |     | 1–2         | —           | 2–1      |
| 3.    | Norvégia    | 4 | 0  | 0 | 4 | 3  | 11 | −8 | 0 |                                      | 0–3 | 0–1         | —           |          |

## Mérkőzések
| 1961. június 1. |

| Norvégia | 0–1         | Törökország |
| -------- | ----------- | ----------- |
|          | Jegyzőkönyv | Oktay 16'   |

| Ullevaal, Oslo Nézőszám: 23 416 Játékvezető: Frede Hansen (dán) |

| 1961. június 18. |

| Szovjetunió  | 1–0         | Törökország |
| ------------ | ----------- | ----------- |
| Voronyin 20' | Jegyzőkönyv |             |

| Lenin Stadion, Moszkva Nézőszám: 102 000 Játékvezető: Martti Hirviniemi (finn) |

| 1961. július 1. |

| Szovjetunió                                            | 5–2         | Norvégia                 |
| ------------------------------------------------------ | ----------- | ------------------------ |
| Metreveli 14' Ponyegyelnyik 26' Bubukin 32' Meszhi 53' | Jegyzőkönyv | Borgen 64' E. Hansen 87' |

| Lenin Stadion, Moszkva Nézőszám: 102 000 Játékvezető: Jozef Kowal (lengyel) |

| 1963. augusztus 23. |

| Norvégia | 0–3         | Szovjetunió                                |
| -------- | ----------- | ------------------------------------------ |
|          | Jegyzőkönyv | Ponyegyelnyik 48' Meszhi 49' Metreveli 76' |

| Ullevaal, Oslo Nézőszám: 30 469 Játékvezető: John Meighan (ír) |

| 1961. október 29. |

| Törökország          | 2–1         | Norvégia   |
| -------------------- | ----------- | ---------- |
| Yelken 60' Oktay 72' | Jegyzőkönyv | Jensen 59' |

| Mithat Paşa Stadion, Isztambul Nézőszám: 26 000 Játékvezető: Mihai Popa (román) |

| 1961. november 12. |

| Törökország | 1–2         | Szovjetunió              |
| ----------- | ----------- | ------------------------ |
| Oktay 78'   | Jegyzőkönyv | Guszarov 12' Mamikin 18' |

| Mithat Paşa Stadion, Isztambul Nézőszám: 34 000 Játékvezető: Aharon Verner (izraeli) |